# Walter Weizel
Walter Weizel (* 1. August 1901 in Lauterecken, Kreis Kusel; † 6. August 1982) war ein deutscher Theoretischer Physiker und Politiker.

## Leben und Wirken
Weizel studierte zunächst Chemie und promovierte 1925 an der Universität Heidelberg in Chemie. 1930 war er an der
University of Chicago bei Robert Mulliken. Ab 1931 war er Professor für Theoretische Physik an der TH Karlsruhe und ab 1936 an der Universität Bonn. Im Jahr 1969 emeritierte er. Weizel befasste sich besonders mit Molekülphysik und Molekülspektren sowie Gasentladungen.
Nach dem Krieg war er Mitglied der SPD und 1948 bis 1954 stellvertretender SPD-Fraktionsvorsitzender im Rat der Stadt Bonn. 1954 bis 1958 war er Mitglied des nordrheinwestfälischen Landtags.

## Ehrungen
- 1969: Großes Verdienstkreuz der Bundesrepublik Deutschland

## Schriften
- Elektronen, Atome, Moleküle. 1. Auflage. Volk und Wissen Verlag, Berlin, Leipzig 1949 (188 S.).
- Einführung in die Physik. 3 Bände. BI Hochschultaschenbücher, Leipzig 1958, (Bd. 1 Physik der Vorgänge, Bd. 2 Elektrizität und Magnetismus, Bd. 3 Optik und Bau der Materie), zuerst: Bibliographisches Institut, Leipzig 1944 (Meyers kleine Handbücher).
- Lehrbuch der Theoretischen Physik, Springer, Band 1, Physik der Vorgänge: Bewegung, Elektrizität, Licht, Wärme, 1949, 3. Auflage 1963, Band 2: Struktur der Materie, 1950
- Physikalische Formelsammlung. 2 Bände. BI Hochschultaschenbücher, Leipzig 1962.
- Theorie elektrischer Lichtbögen und Funken. Barth, Leipzig 1949.
- Bandenspektren. Akademische Verlagsgesellschaft, Leipzig 1931, (Wilhelm Wien, Friedrich Harms (Hrsg.): Handbuch der Experimentalphysik Ergänzungsband 1).